# 罗日德斯特韦诺庄园

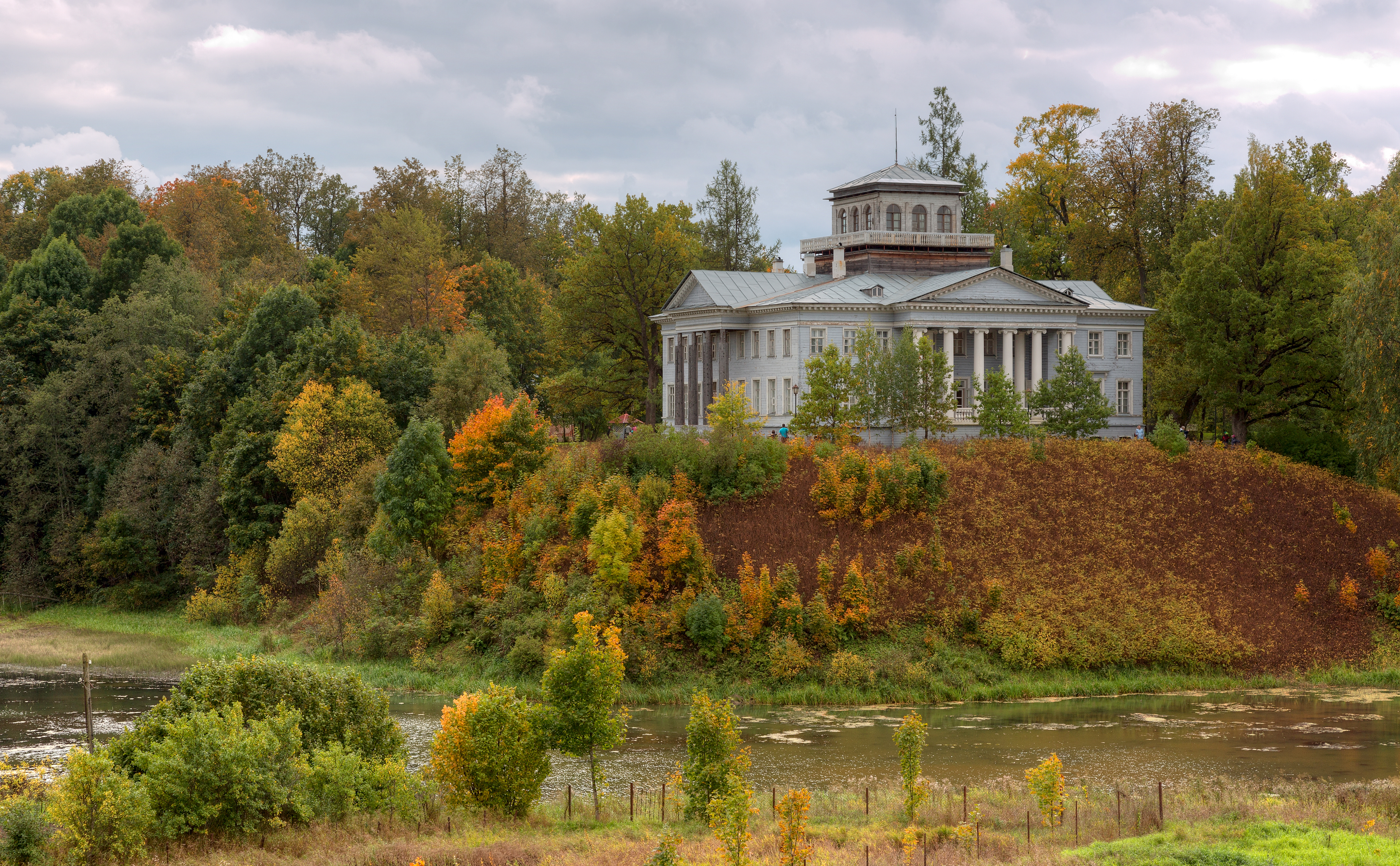
纳博科夫在1916年继承叔叔的这座庄园

罗日德斯特韦诺庄园（俄语：Рождествено；英语：Rozhdestveno Memorial Estate）是一座作家故居博物馆和公园，位于俄罗斯列宁格勒州加特契納區，靠近锡韦尔斯基，纪念庄园最著名的所有者，弗拉基米尔·弗拉基米罗维奇·纳博科夫;。附近的巴托沃庄园和维拉庄园，也属于纳博科夫家族。纳博科夫在维拉度过了他年轻时的一部分时光，也会去巴托沃庄园看望祖母，去罗日德斯特韦诺庄园拜访叔叔。巴托沃庄园于1925年被烧毁，维拉庄园于1944年被毁，只留下罗日德斯特韦诺庄园，成为纳博科夫家族三座庄园中唯一的幸存者。
这座庄园以圣母圣诞堂（Rozhdestva Bogoroditsy Church）命名。它是意大利风格，主立面由六根爱奥尼亚立柱支撑。屋顶有一个长方形小亭子。在建筑内部，中心大厅用于舞会和正式招待会。一楼的房间用于公务，二楼的房间才是真正的生活区， 而厨房和其他家务设施则位于地下室。附近还有马厩和其他建筑。在十九世纪，这座庄园由纳博科夫的祖父伊万·鲁卡维什尼科夫收购，1901年由他的儿子瓦西里·伊万诺维奇·茹卡维什尼科夫继承。1916年，这位“鲁卡叔叔”去世，将这座庄园连同“现在价值几百万美元”一起遗赠给他的侄子弗拉基米尔·纳博科夫。。纳博科夫没有享受他的财产太久。在革命过程中，他于1917年离开列宁格勒地区，再也没有回来。
这里起初并不是纳博科夫的纪念馆。1957年，它开始作为展示当地历史的场所，然后被改造成以列宁命名的当地集体农场的博物馆。在展示纳博科夫斯厨师照片时，原来的庄园业主也进入了画面。1974年，地方历史和传统博物馆迁至庄园，十年后，它被改造成“弗拉基米尔·纳博科夫的罗日德斯特韦诺历史文学和纪念博物馆”。 纳博科夫书房开放于1988年，纳博科夫卧室开放于1992年。 1995年的火灾造成了重大损失。博物馆在纪念纳博科夫的同时，还展示了俄罗斯帝国末期该地区俄罗斯贵族和普通民众的生活。

## 破坏
2013年2月20日，破坏者袭击纳博科夫·罗兹德斯特维诺庄园，宣传恋童癖。在此之前，圣彼得堡发生了一系列事件，纳博科夫故居博物馆遭到袭击，一个根据他的作品改编的戏剧制作人遭到殴打。